# Institut für Schauspiel, Film- und Fernsehberufe
Das Institut für Schauspiel, Film- und Fernsehberufe (ISFF) ist eine öffentlich-rechtliche Einrichtung an der Volkshochschule Berlin Mitte zur Weiterbildung von Film- und Fernsehschaffenden, Schauspielern und Musicaldarstellern mit abgeschlossener Berufsausbildung.
Das Institut wurde im Jahr 1997 gegründet und kooperiert mit Filmproduktionen, Berufsverbänden und wichtigen Institutionen der Branche. Geleitet wurde es bis  2022 Jutta Wiegmann, die seit 2005 kontinuierlich Jurymitglied des Grimme-Preises war. Ende 2022 hat Jana Koch die Leitung übernommen. Das Institut zählt zu den größten zertifizierten Weiterbildungsinstituten der Branche in Deutschland.